# Козаченко, Юрий Маркович

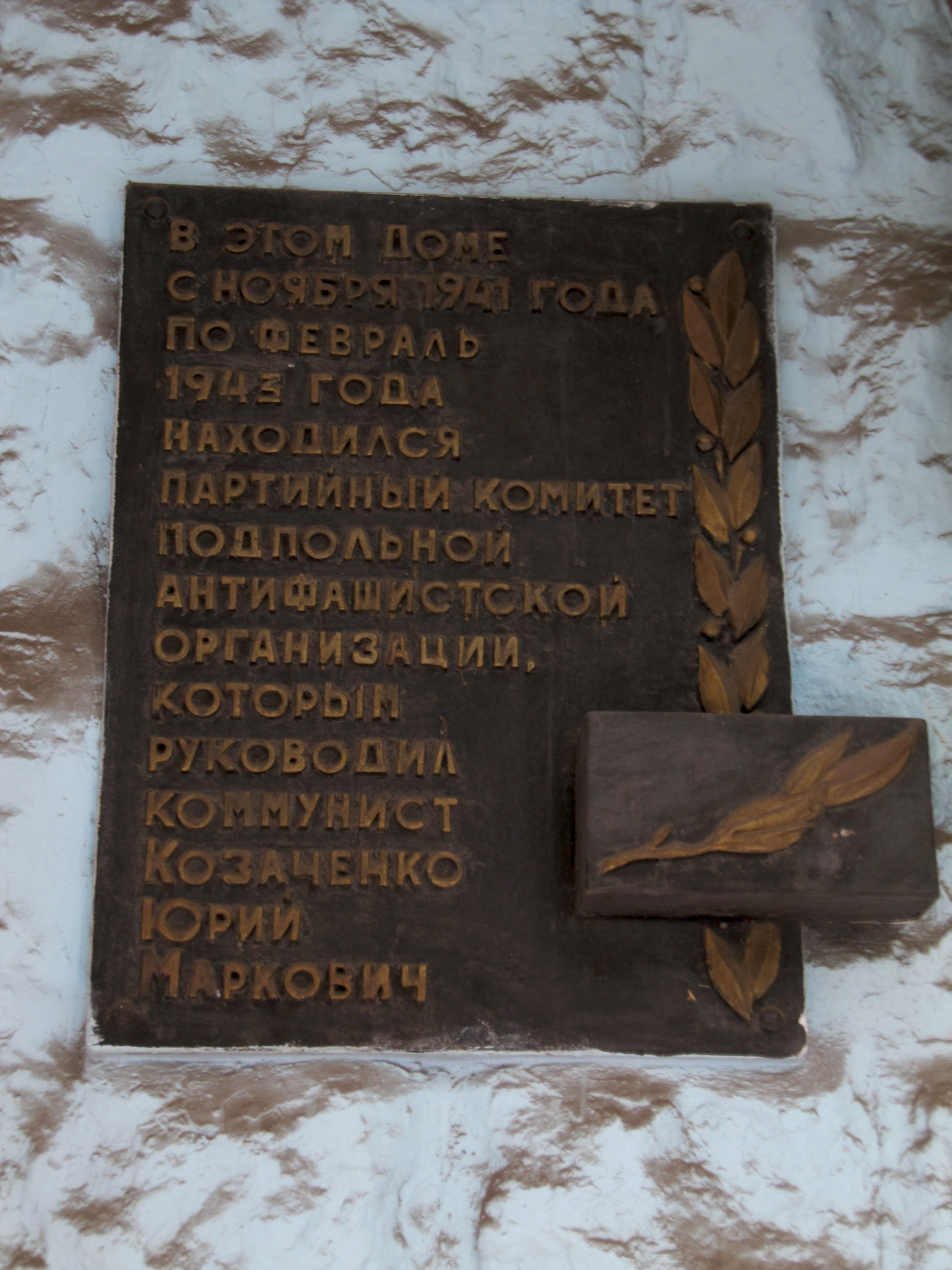
Памятный знак подпольной организации Юрия Козаченко

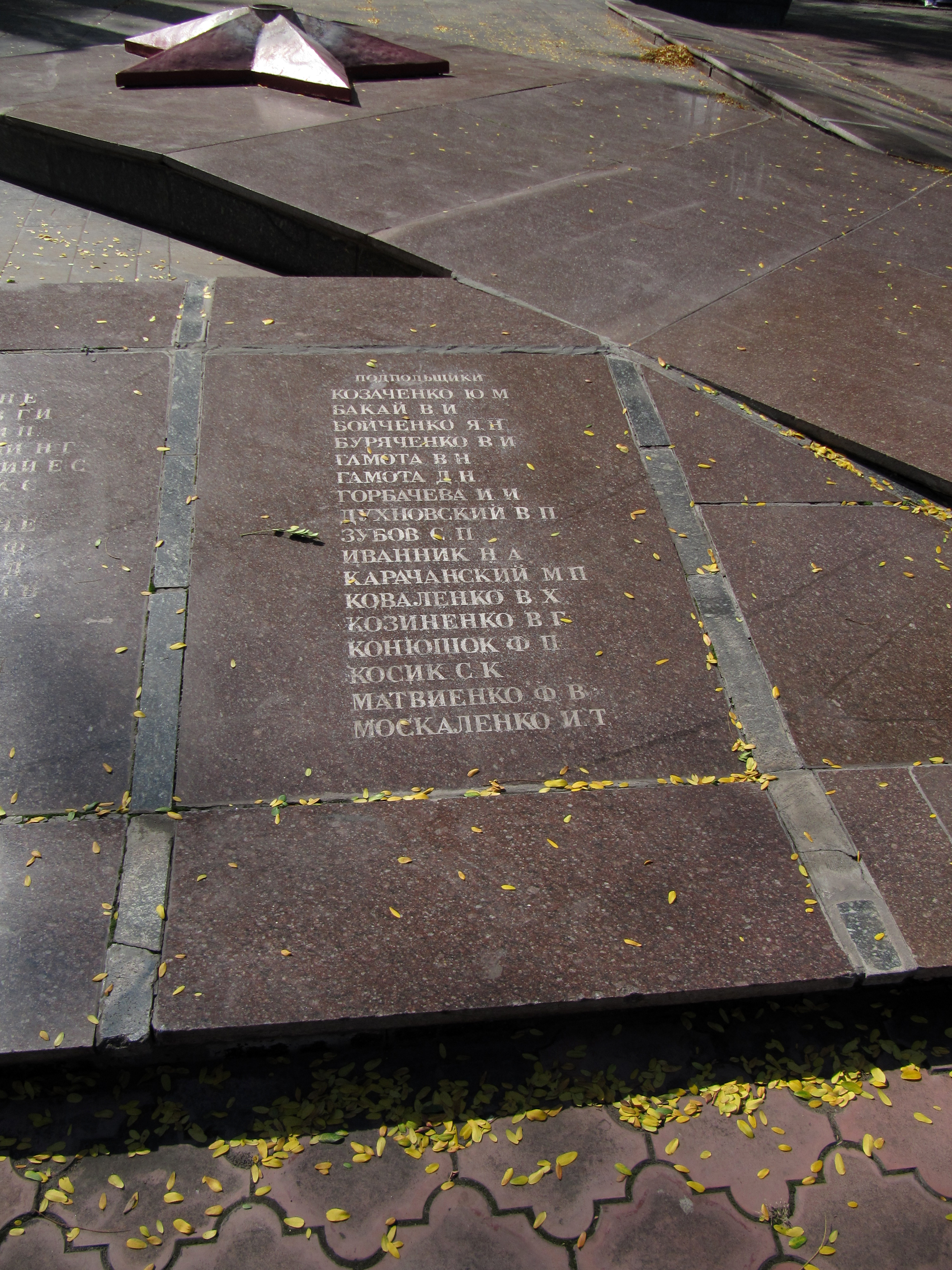
Имя на братской могиле в Парке железнодорожников

Козаченко Юрий Маркович (20 февраля 1911, Кривой Рог, Херсонская губерния — 27 июня 1943, Кривой Рог, Днепропетровская область) — советский учитель, руководитель антифашистской подпольной группы в городе Кривой Рог.

## Биография
Родился 20 февраля 1911 года в городе Кривой Рог в многодетной рабочей семье, где воспитывалось пять сыновей. Отец, Марк Онуфриевич, работал на шахте рудника имени Карла Либкнехта в Кривом Роге.
В 1934 году окончил Криворожский педагогический институт. Позже окончил Киевское артиллерийское училище с присвоением воинского звания младшего лейтенанта. В октябре 1935 — сентябре 1936 года — учитель русского языка в криворожской школе № 28 в посёлке Долгинцево. С сентября 1936 года до начала Великой Отечественной войны — вначале учитель русской литературы, потом — завуч средней школы № 16 (ныне Криворожская гимназия № 16). Создал литературный кружок, писал стихи. Был учителем будущего писателя Николая Миколаенко. В 1941 году стал кандидатом в члены ВКП(б).
Участник Великой Отечественной войны с июля 1941 года, призван Дзержинским районным военным комиссариатом Кривого Рога. В армию ушёл сразу после выпускного вечера. Вначале воевал в составе 41-й Криворожской стрелковой дивизии в зенитной артиллерии, потом — в составе 147-й стрелковой дивизии Юго-Западного фронта, политрук. В оборонительных боях под Киевом попал в окружение.
Выйдя из окружения добрался до Кривого Рога. Отец и мать были эвакуированы, братья на фронте (трое из которых погибли).
В ноябре 1941 года организовал в Соцгороде подпольный комитет, в состав которого вошли И. Москаленко, М. Стадник, В. Шевченко. Комитетом была организована группа Ф. Е. Щербака на железнодорожной станции Долгинцево. Действуя совместно группы устраивали диверсии, выпускали и распространяли листовки и сводки Совинформбюро, принимаемые по радио, собирали и прятали оружие, помогали укрывать воинов Красной армии, переходить через линию фронта, собирали шрифт для создания подпольной типографии.
В феврале 1943 года подпольщики были выданы провокатором Городецким, начались аресты. 24 февраля 1943 года в 6:00 к дому, в котором был учитель, подъехала подвода с немцами и полицаями, которые произвели обыск, не давший результатов, но Юрий был арестован. В течение пяти месяцев подвергался жестоким пыткам. 27 июня 1943 года был разорван овчарками во дворе тюрьмы СД в Кривом Роге.
15 декабря 1944 года тела убитых подпольщиков были найдены и 16 декабря 1944 года перезахоронены в братской могиле в Парке железнодорожников в Кривом Роге.

## Память
- Именем названа улица в Кривом Роге, на которой жил Юрий Козаченко[3];
- Памятная доска в Кривом Роге[4];
- Имя на памятнике на братской могиле в Кривом Роге;
- Памятная доска на фасаде лицея № 16 в Кривом Роге[5];
- В 1967 году Приказом Министерства образования УССР школе, в которой преподавал учитель, присвоено его имя[6];
- Неделя памяти в лицее № 16 в Кривом Роге[7].